# Иванов, Василий Иванович (генерал-майор)
Василий Иванович Иванов (1896 — 1 июля 1941) — советский военачальник, генерал-майор танковых войск, заместитель командира 13-го механизированного корпуса.

## Биография
Родился в 1896 году в Санкт-Петербурге. Работал на Путиловском заводе.
В 1914 году призван в армию. Участник Первой мировой войны, затем участник гражданской войны на Северном фронте и на Персидской границе. Командовал ротой.
В 1922 году после заболевания малярией переведен на север в 4-й батальон в город Вологда. С 1924 по 1932 год — командир роты 29-го стрелкового полка 10-й стрелковой дивизии, помощник командира 28-го стрелкового полка, командир батальона 30-го стрелкового полка. В это время учился на курсах «Выстрел».
В 1932 году окончил Ленинградские бронетанковые курсы усовершенствования командного состава и назначен командиром батальона в 31-ю механизированную бригаду. С 1936 года — майор. После окончания курсов при Военной академии механизации и моторизации РККА в 1937 году — командир 19-й механизированной бригады ЛВО (с 1938 года — 1-я легкотанковая бригада). В 1938 году присвоено звание «полковник», 29 октября 1939 года — звание комбриг. Участвовал в советско-финской войне 1939—1940 годов.
С 4 июня 1940 генерал-майор танковых войск В. И. Иванов — командир 1-й танковой дивизии 1-го механизированного корпуса, с апреля 1941 года — заместитель командира 13-го механизированного корпуса.
По одним сведениям, пропал без вести летом 1941 года во время боёв в Беларуси. По другим — 1 июля 1941 года генерал-майора В. И. Иванова убили немецкие диверсанты в форме бойцов РККА: 29 июня остатки 13-го мехкорпуса после переправы через Щару переправились через Неман у деревни Еремичи в Налибокскую пущу, где, по свидетельству начальника штаба батальона связи 13-го мехкорпуса капитана С. З. Кремнева, уже скопилось множество машин. Здесь колонна 13-го мехкорпуса встретилась с диверсантами в форме советских командиров, в ходе завязавшейся перестрелки генерал-майор В. И. Иванов был убит.
Похоронен в братской могиле в деревне Станьково Дзержинского района Минской области. На мраморном обелиске увековечено его имя.

## Награды
- два ордена Красного Знамени
- Медаль «XX лет Рабоче-Крестьянской Красной Армии» (1938)